# نيفربيتو
نيفوروبيتو أو بيتو اختصاراً أحد من الحراس الملكيين لملك نمل الكيميرا ميرويم في سلسلة المانغا الأنمي المشهورة القناص.

## نشأته
ولد بيتو حارس ملكيةً للملكة، ولكن وبعد ولادة الملك انتقل مع يوبي وبوف إلى حراسة ميريوم.

## انظر ايضاً
- شباب هسه هيه لو هوه؟ والله دخنه اني هسه صاعد ويه ضايج وجكليته وماجاي نعرف ولد لو بنيه الي يكدر خلي يساعدنه